# Aâddi Oubihi
Aâddi Oubihi (عدي أوبيهي ⵄⴷⴷⵉ ⵓⴱⵉⵀⵉ ), He was born in the Asammer region, né à Kerrandou, province de Midelt en 1897, et mort le 23 juin 1963 à Rabat, est un grand caïd amazigh
Décoré de la Légion d'honneur, il fut une figure de la féodalité locale, considéré comme chef de la région du Tafilalet.
Il est parmi les 4 caïds et pachas qui ont osé démissionner en signe de protestation contre l'exil de Mohamed V en l'occurrence El Bekkaï, Addi ou Bihi Aherdane, Lahcen Lyoussi. Après l’indépendance, en janvier 1957, il mena une insurrection armée contre le gouvernement marocain formé en majorité par les membres du PDI, parti de l'Istiqlal, opposés à la monarchie. Oubihi cherche à assainir l'administration en la débarrassant des « seigneurs féodaux et autres traîtres 
Juste après l’indépendance, le Parti de l'Istiqlal cherche à accaparer la vie politique marocaine. Il se veut être implicitement un parti unique, malgré le fait que le pluralisme politique soit inscrit dans la première constitution marocaine. Ce parti sera accusé de complicité et de manipulation dans certaines affaires notamment dans l'assassinat de Abbas Messaâdi, dans des événements tragiques au Rif et dans l'affaire Aâddi Oubihi.
Le limogeage en 1956 du ministre de l’intérieur Lahcen Lyoussi (un Berbère de Sefrou) est considéré par les Amazighs comme un complot qui vise à les marginaliser et les écarter de la scène politique marocaine. Il sera accusé d’être soutenu par la France, notamment par le général Divary, commandant des troupes françaises stationnées dans la région de Fès, et a même participé aux rassemblements anti-istiqlaliens organisés par Lyoussi, avec le consentement du général René Cogny, commandant supérieur des troupes françaises au Maroc.

## Biographie
C'est un Amazigh, natif de la région du Tafilalet à Kerrandou près de la ville de Er-Rich dans la province de Midelt. Sa grande notoriété est due au fait qu'il a été nommé caïd puis médaillé de la Légion d'honneur pour sa participation en tant que renfort au côté de l'armée coloniale contre Assou Oubasslam à Saghro et Zaïd Ou Hmad au Badou.
En 1948, la France décide de réduire son territoire en quatre caïdats afin de réduire son influence grandissante. Il ne lui reste alors qu'un petit territoire au sud de Rich qui va de Kerrandou jusqu’à Tiaalaline. Lors des festivités de décoration des trois nouveaux caïds, en guise de protestation contre les Français, il décore son chien avec sa médaille de la Légion d'honneur. Ce geste est considéré par les autorités coloniales comme une humiliation contre les valeurs françaises. Ce geste lui a valu un internement en psychiatrie à Berrchid.
Caïd sous l'occupation française, il n'est pas parmi les caïds signataires de la déposition de Mohammed V en 1953. Il présente sa démission en adoptant ainsi une position politique jugé patriotique. Cela lui vaut une assignation à domicile durant l'occupation française et le poste de gouverneur du Tafilalet à l'avènement de l'indépendance.
L’insurrection d'Aâddi Oubihi est contournée par l'armée sans effusion de sang. Il est arrêté et incarcéré à la prison de Kénitra. En janvier 1959, il est condamné à mort avec quelques-uns de ses complices. La condamnation n'est pas appliquée, et Aâddi Oubih sera amnistié par grâce royale le 21 août 1961 (Hassan II). Mais il meurt avant sa libération en 1961 au CHU Ibn Sina de Rabat dans des circonstances obscures. Quant à son complice Moha Ou Hirra, il sera exécuté. À la suite de la guerre algéro-marocaine, est émis un dahir royal du 20 juin 1963 qui stipule l’innocence de Aâddi Oubihi et de ses compagnons (Lahcen Lyoussi et Mahjoubi Aherdane).

## Affaire Aâddi Oubihi
Le 18 janvier 1957, quelques semaines seulement après la formation du nouveau gouvernement, au lendemain d’un voyage privé du roi Mohammed V en Italie, le Maroc a été confronté à l’une des plus graves crises qu’il a eu à affronter, à l’orée de l’Indépendance: l'affaire Aâddi Oubihi.
L'année 1957 fut marquée par un mouvement insurrectionnel conduit par l'ex-gouverneur de Ksar Essouk (l'actuel Rachidia) dont les mobiles sont incompris et reste une énigme à déchiffrer. L'avenir politique de Aâddi Oubihi est compromis par suite de cette dissidence.
L'avocat et l'historien Maurice Buttin révèle que la version officielle évoque les faits suivants : en janvier 1957, Aâddi Oubihi pour des raisons méconnues avait des litiges avec les représentants de la sécurité et de la justice de la province de Ksar Es-Souk. Pour apaiser cette polémique, Rabat a dû envoyer deux émissaires : Lahcen Lyoussi, ministre de l'Intérieur dans le gouvernement Bekkaï (premier gouvernement du Maroc redevenu indépendant) et Mohammed Belarbi Alaoui conseiller du roi Mohammed V, mais la tentative de réconciliation avait échoué. Le général Kettani et Mohammed Aouad (directeur général du Cabinet royal du roi Mohammed V) viennent demander la reddition d'Aâddi Oubihi et ses 40 000 combattants mais en vain. Sur ordre du prince héritier Moulay Hassan, qui assume, en vertu d’un communiqué du Palais royal, les prérogatives du roi pendant son absence, Aâddi Oubihi fut destitué de sa fonction de gouverneur et sera remplacé par un gouverneur militaire (le colonel Belarbi). L'intervention militaire mettra fin à la rébellion sans aucune résistance de la part des combattants, Oubihi fut arrêté, incarcéré à la prison de Kénitra et jugé.
Aâddi Oubihi est considéré par les autorités marocaines comme un hors-la-loi qui refuse d’obéir aux directives du pouvoir central de Rabat et collabore avec les forces étrangères pour renverser le régime monarchique. « Aâddi n’accepte plus de recevoir aucun ordre de personne ; au Tafilalet, il est chez lui et n’entend pas voir son pouvoir amoindri par les missives d’un ministre de Rabat qui est, péché suprême, membre de l’Istiqlal », écrit Maâti Monjib.
L'autre version de l'affaire Aâddi Oubihi révélé par Maurice Buttin (avocat) lors du procès des inculpés à leur tête Aâddi Oubihi et Mouha Ou Hirra pacha de Midelt.